# 伊烏扎

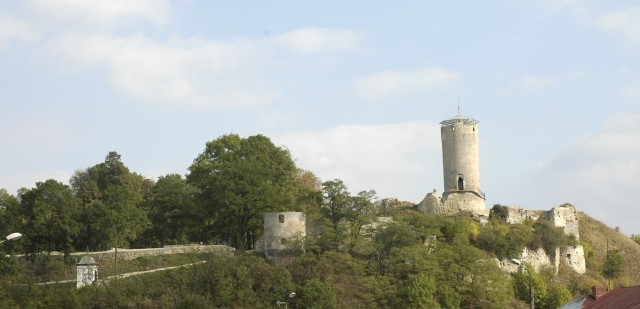

伊烏扎是波蘭的城鎮，位於該國東南部，距離首府華沙約130公里，由馬佐夫舍省負責管轄，面積15.83平方公里，海拔高度180米，2006年人口5,165。第二次世界大戰期間，納粹德國在1939年9月至1945年1月期間佔領該鎮。
51°10′N 21°15′E / 51.167°N 21.250°E

## 外部連結
- Jewish Community in Iłża （页面存档备份，存于） on Virtual Shtetl